# Артур Еш
Артур Еш (англ. Arthur Ashe, 10 липня 1943 — 6 лютого 1993) — американський тенісист, триразовий переможець турнірів Великого шолома в одиночному розряді й дворазовий в парному.
Еш почав грати в теніс ще в школі, але професійним тенісистом став 1969 року, коли розпочалася відкрита ера. До збірної США на кубок Девіса його включили 1963 року.
Він виграв Відкритий чемпіонат США 1968, Відкритий чемпіонат Австралії 1970, Вімблдонський турнір 1975.
Еш завершив кар'єру 1980 року після інфаркту в 1979. Потім він писав для журналу «Тайм», коментував теніс на спортивних телеканалах, був капітаном збірної США на кубку Девіса. 1985 року він був індуктований до Зали тенісної слави.
Помер Еш від СНІДУ, яким заразився 1988 року при переливанні крові. Президент США Клінтон нагородив його Президентською медаллю Свободи.
На честь Артура Еша названа найбільша в світі тенісна арена в Флашинг-Медоу, центральний корт Відкритого чемпіонату США з тенісу.

## Фінали турнірів Великого шолома

### Одиночний розряд: 7 (3–4)
| Результат        | Рік  | Турнір                                 | Покриття | Суперник       | Рахунок                   |
| ---------------- | ---- | -------------------------------------- | -------- | -------------- | ------------------------- |
| Поразка          | 1966 | Відкритий чемпіонат Австралії з тенісу | Трава    | Рой Емерсон    | 4–6, 8–6, 2–6, 3–6        |
| Поразка          | 1967 | Відкритий чемпіонат Австралії          | Трава    | Рой Емерсон    | 4–6, 1–6, 4–6             |
| ↓ Відкрита ера ↓ |      |                                        |          |                |                           |
| Перемога         | 1968 | Відкритий чемпіонат США з тенісу       | Трава    | Том Оккер      | 14–12, 5–7, 6–3, 3–6, 6–3 |
| Перемога         | 1970 | Відкритий чемпіонат Австралії          | Трава    | Дік Крілі      | 6–4, 9–7, 6–2             |
| Поразка          | 1971 | Відкритий чемпіонат Австралії          | Трава    | Кен Роузволл   | 1–6, 5–7, 3–6             |
| Поразка          | 1972 | Відкритий чемпіонат США                | Трава    | Іліє Настасе   | 6–3, 3–6, 7–6, 4–6, 3–6   |
| Перемога         | 1975 | Вімблдонський турнір                   | Трава    | Джиммі Коннорс | 6–1, 6–1, 5–7, 6–4        |

### Парний розряд: 5 finals (2–3)
| Результат | Рік         | Турнір                               | Покриття       | Партнер         | Суперники                      | Рахунок                  |
| --------- | ----------- | ------------------------------------ | -------------- | --------------- | ------------------------------ | ------------------------ |
| Поразка   | 1968        | Відкритий чемпіонат США з тенісу     | Трава          | Андрес Хімено   | Боб Лутц Стен Сміт             | 9–11, 1–6, 5–7           |
| Поразка   | 1970        | Відкритий чемпіонат Франції з тенісу | Ґрунтовий корт | Чарлі Пасарелл  | Іліє Настасе Йон Ціріак        | 2–6, 4–6, 3–6            |
| Перемога  | 1971        | Відкритий чемпіонат Франції          | Ґрунт          | Марті Ріссен    | Том Гормен Стен Сміт           | 6–8, 4–6, 6–3, 6–4, 11–9 |
| Поразка   | 1971        | Вімблдонський турнір                 | Трава          | Денніс Ролстрон | Рой Емерсон Род Лейвер         | 6–4, 7–9, 8–6, 4–6, 4–6  |
| Перемога  | 1977 (січ.) | Відкритий чемпіонат Австралії        | Трава          | Тоні Роч        | Чарлі Пасарелл Ерік ван Діллен | 6–4, 6–4                 |

## Виступи в одиночних турнірах Великого шолома
| W | Ф | ПФ | ЧФ | #Р | КТ | К# | DNQ | A | NH |

| Турнір                                 | 1959 | 1960 | 1961 | 1962 | 1963 | 1964 | 1965 | 1966 | 1967 | 1968 | 1969 | 1970 | 1971 | 1972 | 1973 | 1974 | 1975 | 1976 | 19771 | 19771 | 1978 | 1979 | SR     | В-П    |
| -------------------------------------- | ---- | ---- | ---- | ---- | ---- | ---- | ---- | ---- | ---- | ---- | ---- | ---- | ---- | ---- | ---- | ---- | ---- | ---- | ----- | ----- | ---- | ---- | ------ | ------ |
| Відкритий чемпіонат Австралії з тенісу |      |      |      |      |      |      |      | Ф    | Ф    |      |      | 1970 | Ф    |      |      |      |      |      | ЧФ    |       | ПФ   |      | 1 / 6  | 25–5   |
| Відкритий чемпіонат Франції з тенісу   |      |      |      |      |      |      |      |      |      |      | 4р   | ЧФ   | ЧФ   |      | 4р   | 4р   |      | 4р   |       |       | 4р   | 3р   | 0 / 8  | 25–8   |
| Вімблдонський турнір                   |      |      |      |      | 3р   | 4р   | 4р   |      |      | ПФ   | ПФ   | 4р   | 3р   |      |      | 3р   | 1975 | 4р   |       |       | 1р   | 1р   | 1 / 12 | 35–11  |
| Відкритий чемпіонат США з тенісу       | 1р   | 2р   | 2р   | 2р   | 3р   | 4р   | ПФ   | 3р   |      | 1968 | ПФ   | ЧФ   | ПФ   | Ф    | 3р   | ЧФ   | 4р   | 2р   |       |       | 4р   |      | 1 / 18 | 53–17  |
| В-П                                    | 0–1  | 1–1  | 1–1  | 1–1  | 4–2  | 6–2  | 8–2  | 7–2  | 4–1  | 11–1 | 13–3 | 15–3 | 15–4 | 6–1  | 5–2  | 9–3  | 10–1 | 7–3  | 3–1   | 3–1   | 10–4 | 2–2  | 3 / 44 | 138–41 |

11977 року Відкритий чемпіонат Австралії відбувся двічі: в січні та грудні.

## Титули в одиночному розряді (76)
Нотатка: Еш здобув 28 титулів до початку Відкритої ери
| Ранг             | Дата      | Турнір                                                 | Покриття                 | Суперник             | Рахунок                   |
| ---------------- | --------- | ------------------------------------------------------ | ------------------------ | -------------------- | ------------------------- |
| 1.               | Лип 1961  | Eastern Clay Court Championships, Гакенсак             | Ґрунт                    | Роберт М. Бейкер     | 6–3, 2–6, 6–3, 4–6, 6–4   |
| 2.               | Сер 1961  | American Tennis Association Championships, Гемптон     | ?                        | Вілбур Г. Дженкінс   | 6–1, 6–1, 6–3             |
| 3.               | Кві 1962  | Ojai Tennis Tournament, Охай                           | Корт з твердим покриттям | Девід Р. Рід         | 6–3, 6–2                  |
| 4.               | Січ 1962  | Detroit Invitational, Детройт                          | ?                        | Вільям (Білл) Г.Райт | 6–2, 6–2                  |
| 5.               | Сер 1962  | American Tennis Association Championships, Вілберфорс  | ?                        | Вілбур Г. Дженкінс   | 6–1, 6–2, 6–0             |
| 6.               | Вер 1963  | Pacific Southwest Championshipss, Лос-Анджелес         | Тверде                   | Вітні Рід            | 2–6, 9–7, 6–2             |
| 7.               | Гру 1963  | U.S. Hard Court Championships                          | Тверде                   | Аллен Фокс           | 6–3, 12–10                |
| 8.               | Сер 1964  | Eastern Grass Court Championships, Нью-Джерсі          | Трава                    | Кларк Гребнер        | 4–6, 8–6, 6–4, 6–3        |
| 9.               | Вер 1964  | Perth Amboy Invitational, Нью-Джерсі                   | ?                        | Джин Скотт           | 6–3, 8–6, 6–2             |
| 10.              | Вер 1965  | Colonial National Invitational, Техас                  | ?                        | Фред Столл           | 6–3, 6–4                  |
| 11.              | Лис 1965  | Queensland Lawn Tennis Championships, Австралія        | Трава                    | Рой Емерсон          | 3–6, 6–2, 6–3, 3–6, 6–1   |
| 12.              | Гру 1965  | South Australian Championships                         | Трава                    | Рой Емерсон          | 7–9, 7–5, 6–0, 6–4        |
| 13.              | Січ 1966  | Western Australian Championships, Перт                 | ?                        | Кліфф Річі           | 3–6, 6–2, 6–3, 6–4        |
| 14.              | Січ 1966  | Tasmanian Championships, Австралія                     | ?                        | Джон Ньюкомб         | 6–4, 6–4, 12–10           |
| 15.              | Бер 1966  | Thunderbird Invitational Tennis Tournament, Phoenix    | ?                        | Джим Осборн          | 3–6, 6–3, 6–2             |
| 16.              | Кві 1966  | Caribe Hilton Invitational, Пуерто-Рико                | ?                        | Кліфф Річі           | 6–3, 6–4, 6–3             |
| 17.              | Кві 1966  | Dallas Invitational, Техас                             | ?                        | Чарлз Пасарелл       | 7–9, 6–4, 6–4             |
| 18.              | Лют 1967  | Philadelphia International, США                        | ?                        | Чарлз Пасарелл       | 7–5, 9–7, 6–3             |
| 19.              | Лют 1967  | Concord International Indoor, Kiamesha Lake            | Тверде (i)               | Томас Кош            | 6–3, 2–6, 6–2             |
| 20.              | Лют 1967  | Western Indoor Championship                            | ?                        | Кларк Гребнер        | 3–6, 6–3, 6–3             |
| 21.              | Apr, 1967 | Long Island Invitational                               | ?                        | коловий турнір       | [ 18 ]                    |
| 22.              | Лип 1967  | National Clay Court Championship, США                  | Ґрунт                    | Марті Ріссен         | 4–6, 6–3, 6–1, 7–5        |
| 23.              | 1967      | Long Island Masters, Нью-Йорк                          | ?                        | Роналд Голмберґ      | 31–27                     |
| 24.              | Січ 1968  | Caribe Hilton Invitational, Пуерто-Рико                | ?                        | Роналд Голмберґ      | 6–4, 6–4                  |
| 25.              | Лют 1968  | *Fidelity Bankers Invitational, Richmond               | ?                        | Чак Маккінлі         | 6–2, 6–1                  |
| 26.              | Лют 1968  | Concord International Indoor, Kiamesha Lake            | Тверде (i)               | Ян Лещлі             | 6–3, 15–13                |
| 27.              | Бер 1968  | *Garden Challenge Trophy, Нью-Йорк                     | ?                        | Рой Емерсон          | 6–4, 6–4, 7–5             |
| 28.              | Кві 1968  | *Charlotte Invitation, Charlotte                       | ?                        | Роналд Голмберґ      | 6–2, 6–4                  |
| ↓ Відкрита ера ↓ |           |                                                        |                          |                      |                           |
| 29.              | Чер 1968  | West of England Championships, Bristol                 | Трава                    | Кларк Гребнер        | 6–4, 6–3                  |
| 30.              | Лип 1968  | *Pennsylvania Lawn Tennis Championships, Haverford     | Трава                    | Марті Ріссен         | 6–2, 6–3, 6–3             |
| 31.              | Сер 1968  | *U.S. Amateur Championships, Boston                    | Трава                    | Боб Лутц             | 4–6, 6–3, 8–10, 6–0, 6–4  |
| 32.              | Вер 1968  | *Відкритий чемпіонат США з тенісу, Нью-Йорк            | Трава                    | Том Оккер            | 14–12, 5–7, 6–3, 3–6, 6–3 |
| 33.              | Вер 1968  | Las Vegas Invitational                                 | ?                        | Кларк Гребнер        | 9–7, 6–3                  |
| 34.              | Гру 1968  | *Queensland Championships, Брисбен, Австралія          | Трава                    | Стен Сміт            | 6–4, 1–6, 9–7, 4–6, 7–5   |
| 35.              | Лют 1969  | Balboa Bay Club Invitational                           | ?                        | Чарлз Пасарелл       | shared титул, rain        |
| 36.              | Кві 1969  | *Caribe Hilton International, Сан-Хуан, Пуерто-Рико    | Тверде                   | Чарлз Пасарелл       | 5–7, 5–7, 6–0, 6–4, 6–3   |
| 37.              | Січ 1970  | *Відкритий чемпіонат Австралії з тенісу 1970, Мельбурн | Трава                    | Дік Крілі            | 6–4, 9–7, 6–2             |
| 38.              | Лют 1970  | *Richmond WCT, Ричмонд                                 | Килим (i)                | Стен Сміт            | 6–2, 13–11                |
| 39.              | Бер 1970  | *Jacksonville Open, Флорида                            | Ґрунт                    | Браян Феерлі         | 6–3, 4–6, 6–3             |
| 40.              | Кві 1970  | *Caribe Hilton International, Сан-Хуан, Пуерто-Рико    | Тверде                   | Кліфф Річі           | 6–4, 6–3, 1–6, 6–3        |
| 41.              | Кві 1970  | Bacardi Invitational, Бермудські Острови               | ?                        | Желько Франулович    | 8–6, 7–5                  |
| 42.              | Тра 1970  | *Glenwood Manor Invitational, Канзас-Сіті              | Тверде                   | Кларк Гребнер        | 7–6, 6–1                  |
| 43.              | Тра 1970  | *Central California Championships, Сакраменто          | Тверде                   | Беррі Маккей         | 6–4, 6–2, 3–6, 10–8       |
| 44.              | Чер 1970  | John Player tournament                                 | ?                        | коловий турнір       | [ 39 ]                    |
| 45.              | Вер 1970  | Seattle Tennis Invitational                            | ?                        | Том Гормен           | 6–3, 6–4                  |
| 46.              | Вер 1970  | *Берклі, Каліфорнія                                    | Тверде                   | Кліфф Річі           | 6–4, 6–2, 6–4             |
| 47.              | Жов 1970  | *Denver Invitational, Денвер, США                      | Тверде (i)               | Чарлі Пасарелл       | 6–2, 5–6, 6–3             |
| 48.              | Лис 1970  | *Париж, Франція                                        | Килим (i)                | Марті Ріссен         | 7–6, 6–4, 6–3             |
| 49.              | Кві 1971  | *Шарлотт (Північна Кароліна), США                      | Тверде                   | Стен Сміт            | 6–3, 6–3                  |
| 50.              | Лис 1971  | *Стокгольм WCT, Швеція                                 | Тверде (i)               | Ян Кодеш             | 6–1, 3–6, 6–2, 1–6, 6–4   |
| 51.              | Лип 1972  | *Louisville WCT                                        | Ґрунт                    | Марк Кокс            | 6–4, 6–4                  |
| 52.              | Вер 1972  | *Montreal WCT                                          | Килим (i)                | Рой Емерсон          | 7–5, 4–6, 6–2, 6–3        |
| 53.              | Лис 1972  | *Роттердам WCT                                         | Килим (i)                | Том Оккер            | 3–6, 6–2, 6–1             |
| 54.              | Лис 1972  | *Rome WCT Winter Фінали                                | Килим (i)                | Боб Луц              | 6–2, 3–6, 6–3, 3–6, 7–6   |
| 55.              | Лют 1973  | *Chicago WCT                                           | Килим (i)                | Роджер Тейлор        | 3–6, 7–6(11–9), 7–6(7–2)  |
| 56.              | Лип 1973  | *Вашингтон                                             | Ґрунт                    | Том Оккер            | 6–4, 6–2                  |
| 57.              | Лют 1974  | *Bologna WCT                                           | Килим (i)                | Марк Кокс            | 6–4, 7–5                  |
| 58.              | Бер 1974  | *Барселона WCT                                         | Килим (i)                | Б'єрн Борг           | 6–4, 3–6, 6–3             |
| 59.              | Лис 1974  | *Stockholm Open                                        | Тверде (i)               | Том Оккер            | 6–2, 6–2                  |
| 60.              | Лют 1975  | *Барселона WCT                                         | Килим (i)                | Бйорн Борг           | 7–6, 6–3                  |
| 61.              | Лют 1975  | *Роттердам WCT                                         | Килим (i)                | Том Оккер            | 3–6, 6–2, 6–4             |
| 62.              | Бер 1975  | *Мюнхен WCT                                            | Килим (i)                | Бйорн Борг           | 6–4, 7–6                  |
| 63.              | Кві 1975  | *Stockholm WCT                                         | Килим (i)                | Том Оккер            | 6–4, 6–2                  |
| 64.              | Тра 1975  | *Dallas WCT Finals                                     | Килим (i)                | Бйорн Борг           | 3–6, 6–4, 6–4, 6–0        |
| 65.              | Чер 1975  | Kent Championships                                     | Трава                    | Роско Теннер         | 7–5, 6–4                  |
| 66.              | Чер 1975  | *Вімблдонський турнір 1975                             | Трава                    | Джиммі Коннорс       | 6–1, 6–1, 5–7, 6–4        |
| 67.              | Вер 1975  | *Лос-Анджелес                                          | Килим (i)                | Роско Теннер         | 3–6, 7–5, 6–3             |
| 68.              | Вер 1975  | *Сан-Франциско                                         | Килим (i)                | Гільєрмо Вілас       | 6–0, 7–6(7–4)             |
| 69.              | Січ 1976  | *Columbus WCT                                          | Килим (i)                | Ендрю Паттісон       | 3–6, 6–3, 7–6(7–4)        |
| 70.              | Січ 1976  | *Indianapolis WCT                                      | Килим (i)                | Вітас Ґерулайтіс     | 6–2, 6–7, 6–4             |
| 71.              | Лют 1976  | *Richmond WCT                                          | Килим (i)                | Браян Готтфрід       | 6–2, 6–4                  |
| 72.              | Лют 1976  | *Rome WCT                                              | Ґрунт                    | Боб Луц              | 6–2, 0–6, 6–3             |
| 73.              | Лют 1976  | *Роттердам WCT                                         | Килим (i)                | Боб Луц              | 6–3, 6–3                  |
| 74.              | Кві 1978  | *San Jose                                              | Килим (i)                | Бернард Міттон       | 6–7, 6–1, 6–2             |
| 75.              | Сер 1978  | *Columbus                                              | Ґрунт                    | Боб Луц              | 6–3, 6–4                  |
| 76.              | Вер 1978  | *Los Angeles                                           | Килим (i)                | Браян Готтфрід       | 6–2, 6–4                  |

- * 44 титули ха Відкриту еру за даними ATP

## Виноски
1. ↑  Tingay L. 100 years of Wimbledon — London Borough of Enfield: Guinness Superlatives, 1977. — P. 193.
2. 1 2  Arthur Ashe: Career match record. thetennisbase.com. Tennis Base. Архів оригіналу за 4 квітня 2023. Процитовано 22 вересня 2021. [Архівовано 2023-04-04 у Wayback Machine.]
3. ↑  «American Netters Rated 10-1 Favorites», Toledo Blade, 22nd грудня 1968.
4. ↑  Arthur Ashe Jr wins ATA singles crown. Alabama Tribune. 31 серпня 1962. с. 7.
5. ↑  Ashe wins his 1st major net tourney. The Boston Globe. 3 серпня 1964. с. 13.
6. ↑  Tennis title won by Ashe. The Courier News. 14 вересня 1964. с. 24.
7. ↑  Ashe topples Stolle. The Orlando Sentinel. 20 вересня 1965. с. 28.
8. ↑  Cannonball service, Ashe upsets Emerson. Fresno Bee. 8 листопада 1965. с. 20.
9. ↑  Yanks' Ashe tops Emerson. Southern Illinoisan. 12 грудня 1965. с. 13.
10. ↑  Ashe downs Richey. Democrat and Chronicle. 10 січня 1966. с. 31.
11. ↑  Ashe outguns Newcombe. Asbury Park Press. 17 січня 1966. с. 19.
12. ↑  Ashe wins Phoenix net title. Arizona Daily Star. 21 березня 1966. с. 14.
13. ↑  Ashe stuns Richey in Caribe. Dayton Journal Herald. 4 квітня 1966. с. 18.
14. ↑  Ashe beats Pasarell in Dallas. Passiac Herald News. 25 квітня 1966. с. 26.
15. ↑  Ashe sweeps Pasarell in Phila. net final. The Philadelphia Inquirer. 13 лютого 1967. с. 22.
16. ↑  Ashe defeats Koch in final. New York Daily News. 23 лютого 1967. с. 417.
17. ↑  Western net meet won by Артур Еш. Indianapolis Star. 27 лютого 1967. с. 30.
18. ↑  Ashe takes indoor title. The Indianapolis News. 3 квітня 1967. с. 29.
19. ↑  Ashe whips Riessen in title dual. St. Joseph Gazette. 24 липня 1967. с. 9.
20. ↑  Ashe beats Holmberg at Long Island Masters. Jet. Johnson Publishing Company. 4 січня 1968. с. 51. Процитовано 30 жовтня 2019.
21. ↑  Ashe beats Holmberg in Puerto Rico. Los Angeles Times. 15 січня 1968. с. 41.
22. ↑  Ashe whips McKinley. The South Bend Tribune. 5 лютого 1968. с. 17.
23. ↑  Ashe stops Leschly, keeps Concord title. Pensacola News Journal. 29 лютого 1968. с. 36.
24. ↑  Ashe tops Emerson in tennis. Allentown Morning Call. 31 березня 1968. с. 44.
25. ↑  Ashe crushes Holmberg for Charlotte title. The Boston Globe. 22 квітня 1968. с. 27.
26. ↑  Ashe tops Graebner. Waterloo The Courier. 17 червня 1968. с. 11.
27. ↑  Артур Еш rips Riessen in net final. Springfield Leader and Press. 29 липня 1968. с. 20.
28. ↑  "Ashe Wins U.S. Open Singles Title", Pittsburgh Post-Gazette, 10 вересня 1968, p. 27.
29. ↑  Ashe trounces Graebner in Vegas net final. The Fresno Bee. 14 вересня 1968. с. 16.
30. ↑  Takes 5 sets, but Ashe defeats Smith. Harlington Valley Morning Star. 16 грудня 1968. с. 11.
31. ↑  Net final postponed. Los Angeles Times. 24 лютого 1969. с. 38.
32. ↑  Ashe beats Pasarell for Caribe title. Oakland Tribune. 7 квітня 1969. с. 46.
33. ↑  Ashe downs Стен Сміт. The Des Moines Register. 16 лютого 1970. с. 21.
34. ↑  Ashe conquers Fairlie. Los Angeles Times. 30 березня 1970. с. 44.
35. ↑  Ashe outlasts Richey. Hartford Courant. 6 квітня 1970. с. 24.
36. ↑  Ashe wins tourney in Bermuda. Tampa Bay Times. 13 квітня 1970. с. 34.
37. ↑  Ashe defeats Graebner. Wisconsin Rapids Daily Tribune. 4 травня 1970. с. 10.
38. ↑  Ashe nips MacKay. Dayton Daily News. с. 9.
39. ↑  Round robin net crown to Ashe. Des Moines Register. 14 червня 1970. с. 31.
40. ↑  Ashe Wins in Seattle. Spokane Spokesman-Review. 22 вересня 1970. с. 15.
41. ↑  Ashe tops Pasarell for Denver crown. Springfield Leader and Press. 12 жовтня 1970. с. 15.
42. ↑  Arthur Ashe tops Tanner. The Post Crescent. 15 червня 1975. с. 40.